# Fornham St Genevieve
Fornham St Genevieve – wieś w Anglii, w hrabstwie Suffolk, w dystrykcie West Suffolk. Leży 39 km na północny zachód od miasta Ipswich i 104 km na północny wschód od Londynu. Miejscowość liczy 110 mieszkańców.